# Skrumpehoved
Et skrumpehoved er et specielt fremstillet menneskehoved der bliver anvendt til trofæ, ritualer eller handelsmuligheder.

## Populær kulturen
- I Harry Potter og Fangen fra Azkaban, lagde Lenny Henry stemme til "Dre Head", som er et jamaicansk skrumpehoved som optræder ombord på den magiske bus; Natbussen.

| Folkekultur | Spire Denne artikel om folkelig kultur og folkeminder er en spire som bør udbygges. Du er velkommen til at hjælpe Wikipedia ved at udvide den. |